# Dendrochilum lepidum
Dendrochilum lepidum är en orkidéart som beskrevs av Henry Nicholas Ridley. Dendrochilum lepidum ingår i släktet Dendrochilum och familjen orkidéer.
Artens utbredningsområde är Sumatera. Inga underarter finns listade i Catalogue of Life.